# Caterina de Castella i de Lancaster
Caterina de Castella i de Lancaster (1403 - Saragossa, 1439), comtessa consort d'Empúries, infanta de Castella i duquessa de Villena.
Filla d'Enric III de Castella, rei de Castella i Lleó, i de Caterina de Lancaster. Casada a Guadalajara, el 12 de juliol de 1420, amb Enric I d'Empúries, arran del qual matrimoni els fou concedit el ducat de Villena de part del seu germà el rei Joan II de Castella.
Morí de part, sense descendència, a Saragossa el 19 d'octubre de 1439 i està enterrada al Monestir de Poblet.